# Jean-Luc Juhel
Jean-Luc Juhel fait partie du mouvement Figuration Libre. Artiste-peintre français, il est né en 1953 à Paris. Les œuvres de Jean-Luc Juhel décrivent avec humour le monde actuel servi par des personnages joyeux et ludiques.

## Biographie
Diplômé de l’école de la Grande Chaumière et de l’École Supérieur des Arts Modernes à Paris.
Il débute ses talents en tant que graphiste dans la publicité et crée ses premières œuvres influencées par le Pop’Art, le Rock Underground et la B.D. Il participe à de nombreux salons de jeunes créateurs, tels que : Figuration Critique, Vitry, Montrouge, Grands et Jeunes d'Aujourd'hui. Avec la rencontre en 1980 de Judith Miller, la fille de Jacques Lacan le célèbre psychanalyste, qui lui propose de publier ses dessins dans sa revue "L'Ane", une carrière de dessinateur de presse commence.
Il travaille ainsi dans différents journaux tels que Le Monde de la musique, le Monde de l'Éducation, La revue littéraire Café, le monde diplomatique, l'Expansion, Science et vie junior.
En 1991 il publie des dessins pour le seuil dans un livre « Die spinnen, die berliner ! »
Il intègre la galerie Michel Gillet qui défend le mouvement de la « Figuration Libre » auprès des collectionneurs. Le galeriste lui propose de faire partie de son équipe d’artistes :  Di Rosa, Franckie Boy, Gérôme Mesnager, La Gautrière, les taggers new-yorkais...
D’autre part, il fait la connaissance de dessinateurs de presse dont Soulas à Libération et Trez à France-Soir à la galerie Martine Moisan, ainsi que la comédienne et peintre Caroline Tresca. Ses totems servent de décor lors d’une émission sur France 3. 
Il fonde avec son épouse une revue artistique « Collages » qui aborde les thèmes de l’art, la musique, la danse, la poésie, la psychanalyse.
À partir de 2004 il entame une collaboration avec son ami le peintre Yvon Taillandier sur des œuvres réalisées à 4 mains. Elles seront exposées au salon A3 Art, manifestation d'Art Contemporain créée par Leïla Voight, qui expose chaque année 30 artistes contemporains majeurs qui à leur tour invite 2 artistes de leur choix.

## Expositions
- 2016 : " Guerre et mensonge médiatique " à la galerie du Bourdaric ( 31 mai - 2 juillet 2016 )
- 2009: "Juhel, de Paris à Lille" à la Galerie Alliotte (28 mars - 16 mai 2009)
- 2008 : Librairie-Galerie Alliotte dans le vieux Lille du 7 juin au 20 juillet 2008, restaurant "Justine" de l'hôtel Méridien-Montparnasse du 15 mars au 15 mai 2008.
- 2007 : Exposition de la vente d'art contemporain de Cornette de Saint Cyr (juin, à l'hôtel Drouot)
- 2006 : "Les encadreurs encadrés" à la CaixaBank de Dijon avec Y.Taillendier en juin; ARTENIM en septembre; Figurations libres dans la galerie le Rire Bleu(Figeac) en compagnie de Combas, Di Rosa, Chamizo, Ben, Boisrond, Mosner, Guesnard, etc.
- 2005 : Exposition d'art contemporain Paris avec A 3Art,  avec Taillandier, Boisrond, Ben, de la Villéglé, Raymond Hains, JP Reynaud, en juin.

Aujourd’hui Jean-luc Juhel est mentionné dans le dictionnaire de la peinture de G.Shurr, ADEC, Le Mayer, Akoun, qui sont la valeur sûre des artistes de la figuration libre. Ses œuvres se vendent régulièrement à l'hôtel Drouot. Il est entré dans de grandes collections privées européennes.

## Œuvres récentes

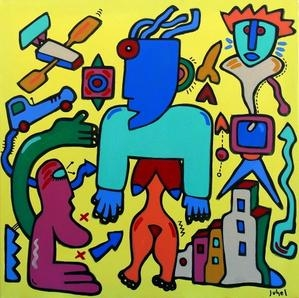
Attention Marcelle...

- Attention Marcelle, y a des Martiens dans la salle de bain !
- J'suis pas seul à la Saint Valentin !